# 劉備の入蜀
劉備の入蜀（りゅうびのにゅうしょく）は、後漢時代の212年から214年にかけて行なわれた益州牧の劉璋と荊州牧の劉備の戦いである。

## 概要

### 入蜀までの経緯
208年、赤壁の戦い後、劉備は荊州の江南諸郡を制圧し、大きく勢力を伸ばした。この後、劉備は以前からの諸葛亮の進言の通り、益州の劉璋を攻め落とす機会を狙っていた。赤壁ではともに戦った孫権もまた益州を狙っていたが、周瑜の死によって単独の益州侵攻を諦め、益州を協力して攻撃することを劉備に持ちかけた。劉備陣営ではこの提案に乗るべきだという意見もあったが、殷観が、孫権軍の先駆けとなって益州を攻撃するよりも、孫権への態度を曖昧にした上で、独力で益州を攻め取るべきだと意見した為、劉備は殷観の提案に従い、孫権の益州攻撃に賛成しつつも「今は荊州を得たばかりであり、準備ができていない」と返答すると果たして孫権は益州攻撃を断念した。
211年、益州牧の劉璋のもとで別駕従事として仕える張松は、劉璋に対して曹操や張魯の勢力に対抗するために劉備を引き入れることを進言した。劉璋陣営では当初は曹操との提携を模索していたが、荊州を支配し増長した曹操に使者が冷遇を受け、その後曹操の勢力が荊州から後退するに伴い、曹操との提携話は立ち消えとなっていた。このとき曹操に冷遇された使者が張松であった。張松は密かに惰弱な性格である劉璋を見限り、劉備を新たな君主に迎えようとする狙いを持っていた。
劉璋は黄権や劉巴らが反対する中でこれを聞き入れて法正と孟達を使者として派遣する。しかし、この二名も張松の仲間であり、劉璋を廃立しようとしていた。法正は劉備に益州を取る方策を語り、これに従った劉備は要請があったことを名目に黄忠、軍師として龐統を伴い二万の兵力を率いて蜀に入り、涪に至ったところで劉璋は自ら劉備を出迎えた。法正と龐統らの参謀はここで劉璋を暗殺するように進言したが、劉備は益州に入ったばかりであり、人心を得るのが先決であるとこれを却下した。
劉璋は劉備に兵や戦車や武器や鎧などを貸し、劉備軍は総勢3万人となった。そして劉璋の要請に応じて張魯討伐に赴き、葭萌関に駐屯する。しかし劉備は目立った軍事行動は起こさず、人心収攬などに務め、蜀征服の足掛かりを築くことに努めた。

### 開戦と進撃
212年、曹操と孫権が揚州をめぐって戦闘状態となり（濡須口の戦い）、孫権は劉備に援軍を求めた。また荊州では楽進と関羽が青泥で対陣していた。そこで劉備は張魯は城に篭っており心配は要らないとして、劉璋から兵と軍需物資を借り、東へ行こうとしたが、劉璋からの援助は要求した半分にも満たないわずかなものであったため、劉備と劉璋は不仲になった。
この時、劉備の帰国の意図を疑った張松は劉備と法正に手紙を送ろうとしたが、張松の兄で広漢太守の張粛に手紙を発見され、張松らの企みは劉璋の知るところとなり、張松は誅殺された。そこで、劉備は龐統の策略を用いて、白水関を守る劉璋の武将である楊懐と高沛を斬り殺して、白水関を占領した。劉備は葭萌城を霍峻に守らせ、劉璋から借りた将兵とその妻子を人質にして、黄忠や卓膺や魏延らとともに、劉璋の本拠地の成都へと向けて侵攻を始めた。
劉備の進撃を防ぐために劉璋は張任・冷苞・劉璝・鄧賢・呉懿(呉壹)らを派遣した。しかし劉備本軍は冷苞・劉璝・張任・鄧賢らを破り、涪城を占拠し、綿竹の総指揮官である李厳や費観や呉懿ら劉璋軍の武将が劉備に投降するなど、劉備軍が優勢なまま戦況は進んだ。なかでも黄忠は常に先駆けて敵の陣地を攻め落とすなど、その勇猛さは三軍の筆頭だったという。しかし劉璋軍の張任と劉循は雒城に立て籠もって徹底抗戦し、張任は雒城と運命を共にしたが、劉備軍もこの戦いで龐統を流れ矢で失い、雒城を陥落させるのに1年以上もかかるなど大いに苦戦した。
劉璋軍の郡県の長が劉備に降伏する中、広漢県を守る黄権は堅く門を閉ざして防備を怠らず、終戦まで広漢県を守り通した。また、葭萌城を守る霍峻は劉璋の部将の扶禁・向存ら一万余人の軍勢に包囲されたが、1年に渡り守り通す。そして霍峻は数百の軍勢の中から精鋭を選抜し、城外へ出撃して扶禁・向存を破り、向存を斬った。
一方、劉備が葭萌を出て劉璋攻撃を決定すると荊州にいた諸葛亮を劉備は召しだし、留守を関羽に任せ、劉備と呼応する形で張飛や趙雲らを率いて長江を遡り、巴東郡を降して巴郡に入った。劉璋の武将である巴郡太守趙筰がこれを拒んだが、張飛はこれを破り趙筰の部将厳顔は張飛と戦って生け捕られた。厳顔が毅然とした態度を示したため張飛はその人物を評価して、厳顔を賓客として厚遇した。張飛らは手分けして郡県を平定することとなり、趙雲は自ら江州で分かれて江陽・犍為を平定した。張飛は巴西を攻撃し、巴西の功曹である龔諶が張飛に降伏し張飛を迎えいれた。諸葛亮は徳陽を平定し、劉璋は司馬の張裔に諸葛亮を拒ませたが柏下において敗れ、張裔は撤退した。緒郡県を制圧した張飛らは成都に向かった。諸葛亮、張飛、劉封らの軍勢は劉璋軍との全ての戦いで勝利したとある。
夏ごろ劉備は雒城を攻略した後、諸葛亮・張飛らと合流して成都を包囲した。この時、蜀郡太守の許靖が劉璋を見捨て、城を脱出して降伏しようとしたが、発覚し捕らえられた。事態が逼迫していたため、劉璋は許靖を処罰しなかった。

### 成都開城
劉璋は成都城中に3万の兵と1年分の兵糧があり備えが充分であることから抗戦しようと画策した。しかし劉備が李恢を当時張魯のもとに寄寓していた馬超のもとに派遣して帰順を説いたため、馬超は張魯のもとから出奔して劉備に帰順した（当時、馬超は張魯と不仲になっており、その配下の楊白らとも対立していた）。猛将として有名だった馬超が劉備に帰順したことを知った劉璋は震撼した。官民の多くは劉備と戦う覚悟であり、鄭度のように焦土作戦を進言するものもいた。法正は鄭度の作戦を劉璋は採用できないだろうと劉備を安心させ、自身は手紙を送り劉璋に降伏を勧告した。
214年夏5月、劉備が簡雍を降伏勧告の使者として送り込むと、劉璋は「もはや領民を苦しめたくない」と述べ、降伏・開城した。

## 戦後
劉備は劉璋の身柄と財産を保障し振威将軍の印綬を与えた上で公安に送り、自ら益州牧となり、軍師中郎将の諸葛亮を軍師将軍に、益州郡太守・董和を掌軍中郎将に任命し、ともに左将軍府の政務を代行させた。また、偏将軍・馬超を平西将軍に、軍議校尉・法正を蜀郡太守・揚武将軍に、裨将軍・黄忠を討虜将軍に、従事中郎・麋竺を安漢将軍に、簡雍を昭徳将軍に、孫乾を秉忠将軍に、伊籍を従事中郎に任命し、功に報いた。劉璋の旧臣たちも招聘し、広漢県令・黄権を偏将軍に、蜀郡太守・許靖を左将軍長史に、龐羲を司馬に、李厳を犍為太守に、費観を巴郡太守に、劉巴を西曹掾に、彭羕を益州治中従事に任命し、陣容を充実させた。諸葛亮を筆頭に、法正、張飛と関羽らは功績に応じて金銀銭絹を益州平定の褒賞として賜った。
孫権は益州を得た劉備に対し、荊州の割譲を求めた。劉備は涼州を得た後に荊州を再分割しようと返答したが、215年、孫権は呂蒙に命じて長沙、零陵、桂陽三郡を奪い、一触即発の事態となったが、魯粛と関羽の話し合い（単刀附会）の結果、荊州を分割し劉備が南郡・武陵郡・零陵郡を、孫権が江夏郡・長沙郡・桂陽郡を領有することで和解した。この間、曹操は漢中の張魯を攻撃（陽平関の戦い）し、張魯や漢中周辺の諸豪族を降伏させ、漢中に夏侯淵を置き、劉備の益州支配を牽制した。
この後、劉備は漢中へ侵攻し、219年の定軍山の戦いで夏侯淵を斬り、曹操の侵攻を撃退すると、益州支配を磐石なものとし、漢中王を自称し、蜀漢の基礎を固めたが、荊州での孫権との対立は217年の魯粛の死を境に深刻化しており、同年のうちに荊州は失陥することになる。

## 関連文献
- 『三国志』（陳寿・中華書局）
- 『正史三国志』（筑摩書房）